# Pontinus nigerimum
Pontinus nigerimum är en fiskart som beskrevs av Eschmeyer, 1983. Pontinus nigerimum ingår i släktet Pontinus och familjen Scorpaenidae. Inga underarter finns listade i Catalogue of Life.